# 伊屠於閭鞮單于
伊屠於閭鞮单于（?—88年），挛鞮氏，名宣，南匈奴第七任單于，為匈奴伊伐於慮鞮單于之子。东汉元和元年（85年），堂兄湖斜尸逐侯鞮單于死，宣承袭為伊屠於閭鞮單于，同年，他派兵千餘人至涿邪山，與北匈奴溫禺犢王遭遇戰，獲其首級而還。伊屠於閭鞮單于再令薁鞮日逐王師子率领輕騎數千出塞掩擊北匈奴，斬獲千人。章和元年（87年），鲜卑攻击北匈奴并大败之，还杀死了北匈奴优留单于，北匈奴大乱，屈蘭、儲卑、胡都須等58部20余万人，南下至雲中、五原、朔方、北地降汉。次年，伊屠於閭鞮單于去世。